# مارية دكيك
مارية ماسي دَكَيْك (بالإنجليزية: Maria Dakake)‏ هي باحثة أمريكية و استاذة مشاركة للدراسات الدينية بجامعة جورج ماسون، متخصصة في التشيع والتصوف والفلسفة والعقيدة الإسلامية و قضايا المرأة والنسوية في الإسلام، نشأت في إحدى ضواحي كونيتيكت.

## كُتُبُها
- المجتمع المهيب: هوية الشيعة في فجر الإسلام (The charismatic community: Shiite Identity in early Islam)
- اشتركت في ترجمة القرآن في كتاب قرآن الدراسة، فترجمت إلى الإنجليزية سورة النساء، و سورة الأعراف وسورة النحل وسورة مريم.